# Österreichische Alpine Skimeisterschaften 2007
Die Österreichischen Alpinen Skimeisterschaften 2007 fanden von 21. bis 29. März statt. Die Technikbewerbe wurden in Hinterstoder ausgetragen, die Speedbewerbe in Innerkrems. Die Rennen waren international besetzt, um die Österreichische Meisterschaft fuhren jedoch nur die österreichischen Teilnehmer.

## Herren

### Abfahrt
| Platz | Name                 | Zeit        |
| ----- | -------------------- | ----------- |
| 01    | Andrej Šporn (SLO)   | 1:19,87 min |
| 02    | Norbert Holzknecht   | 1:20,04 min |
| 03    | Romed Baumann        | 1:20,09 min |
| 04    | Rok Perko (SLO)      | 1:20,31 min |
| 05    | Hans Grugger         | 1:20,39 min |
| 06    | Christoph Alster     | 1:20,66 min |
| 07    | Michael Walchhofer   | 1:20,77 min |
| 08    | Franz Promok         | 1:21,10 min |
| 09    | Peter Struger        | 1:21,38 min |
| 10    | Clemens Unterdechler | 1:21,40 min |

Datum: 28. März 2007

Ort: Innerkrems

Piste: Grünleitennock

Start: 2128 m, Ziel: 1555 m

Streckenlänge: 2239 m, Höhendifferenz: 573 m

Tore: 36

### Super-G
| Platz | Name                      | Zeit        |
| ----- | ------------------------- | ----------- |
| 01    | Andrej Šporn (SLO)        | 1:25,35 min |
| 02    | Christoph Alster          | 1:25,60 min |
| 03    | Rok Perko (SLO)           | 1:25,88 min |
| 04    | Ambrosi Hoffmann (SUI)    | 1:25,93 min |
| 05    | Andreas Buder             | 1:25,96 min |
| 06    | Konrad Hari (SUI)         | 1:26,25 min |
| 07    | Bernhard Graf             | 1:26:34 min |
| 08    | Tobias Grünenfelder (SUI) | 1:26,39 min |
| 09    | Beni Hofer (SUI)          | 1:26,46 min |
| 10    | Christof Innerhofer (ITA) | 1:26,64 min |
|       | Cornel Züger (SUI)        | 1:26,64 min |

Datum: 29. März 2007

Ort: Innerkrems

Piste: Grünleitennock

Start: 2128 m, Ziel: 1555 m

Streckenlänge: 2239 m, Höhendifferenz: 573 m

Tore: 38

### Riesenslalom
| Platz | Name                   | Zeit        |
| ----- | ---------------------- | ----------- |
| 01    | Romed Baumann          | 1:41,13 min |
| 02    | Marcel Hirscher        | 1:41,37 min |
| 03    | Christian Flaschberger | 1:41,75 min |
| 04    | Matthias Lanzinger     | 1:41,96 min |
| 05    | Mitja Valenčič (SLO)   | 1:42,01 min |
| 06    | Peter Struger          | 1:42,08 min |
| 07    | Wolfgang Hörl          | 1:42,11 min |
| 08    | Christoph Nösig        | 1:42,37 min |
| 09    | Bernhard Graf          | 1:42,39 min |
| 10    | Petr Záhrobský (CZE)   | 1:42,89 min |

Datum: 23. März 2007

Ort: Hinterstoder

### Slalom
| Platz | Name                   | Zeit        |
| ----- | ---------------------- | ----------- |
| 01    | Alexander Koll         | 1:46,38 min |
| 02    | Christoph Dreier       | 1:47,76 min |
| 03    | Ondřej Bank (CZE)      | 1:48,32 min |
| 04    | Mitja Dragšič (SLO)    | 1:48,56 min |
| 05    | Christoph Nösig        | 1:48,80 min |
| 06    | Franz Promok           | 1:48,99 min |
| 07    | Romed Baumann          | 1:49,18 min |
| 08    | Dominik Gschwenter     | 1:49,64 min |
| 09    | Matthias Tippelreither | 1:49,81 min |
| 10    | Patrick Bechter        | 1:49,92 min |

Datum: 24. März 2007

Ort: Hinterstoder

### Kombination
Die Kombination setzt sich aus den Ergebnissen von Slalom, Riesenslalom und Abfahrt zusammen.
| Platz                     | Name                  | Punkte |
| ------------------------- | --------------------- | ------ |
| 1                         | Romed Baumann         | 019,78 |
| 2                         | Franz Promok          | 054,56 |
| 3                         | Armin Triendl         | 107,54 |
| 4                         | Björn Sieber          | 112,77 |
| 5                         | Thomas König          | 142,92 |
| 6                         | Matthias Mayer        | 170,51 |
| 7                         | Frederic Berthold     | 182,97 |
| 8                         | Christoph Schmeissner | 193,68 |
| nur acht Läufer klassiert |                       |        |

## Damen

### Abfahrt
| Platz | Name                 | Zeit        |
| ----- | -------------------- | ----------- |
| 01    | Nicole Schmidhofer   | 1:24,79 min |
| 02    | Katja Wirth          | 1:24,99 min |
| 03    | Edit Miklós (ROU)    | 1:25,77 min |
| 04    | Daniela Müller       | 1:25,79 min |
| 05    | Kathrin Wilhelm      | 1:25,94 min |
| 06    | Ingrid Rumpfhuber    | 1:26,31 min |
| 07    | Christina Staudinger | 1:26,34 min |
| 08    | Mariella Voglreiter  | 1:26,90 min |
| 09    | Katrin Triendl       | 1:26,95 min |
| 10    | Andrea Limbacher     | 1:26,96 min |

Datum: 28. März 2007

Ort: Innerkrems

Piste: Grünleitennock

Start: 2128 m, Ziel: 1555 m

Streckenlänge: 2239 m, Höhendifferenz: 573 m

Tore: 36

### Super-G
| Platz | Name                | Zeit        |
| ----- | ------------------- | ----------- |
| 01    | Nicole Schmidhofer  | 1:15,79 min |
| 02    | Katja Wirth         | 1:16,12 min |
| 03    | Mariella Voglreiter | 1:16,19 min |
| 04    | Kathrin Wilhelm     | 1:16,28 min |
| 05    | Edit Miklós (ROU)   | 1:16,69 min |
|       | Ana Kobal (SLO)     | 1:16,69 min |
| 07    | Petra Robnik (SLO)  | 1:16,73 min |
| 08    | Ingrid Rumpfhuber   | 1:16,80 min |
| 09    | Christina Hollaus   | 1:16,98 min |
| 10    | Vanja Brodnik (SLO) | 1:17,24 min |

Datum: 29. März 2007

Ort: Innerkrems

Piste: Grünleitennock

Start: 2060 m, Ziel: 1555 m

Streckenlänge: 2166 m, Höhendifferenz: 505 m

Tore: 33

### Riesenslalom
| Platz | Name                      | Zeit        |
| ----- | ------------------------- | ----------- |
| 01    | Michaela Kirchgasser      | 1:56,77 min |
| 02    | Nicole Hosp               | 1:57,87 min |
| 03    | Stefanie Köhle            | 1:57,88 min |
| 04    | A. Gąsienica-Daniel (POL) | 1:58,30 min |
| 05    | Daniela Zeiser            | 1:58,49 min |
| 06    | Eva-Maria Brem            | 1:58,89 min |
| 07    | Nicole Schmidhofer        | 1:59,01 min |
| 08    | Regina Mader              | 2:00,42 min |
| 09    | Stefanie Moser            | 2:00,49 min |
| 10    | Karin Hackl               | 2:00,54 min |

Datum: 22. März 2007

Ort: Hinterstoder

### Slalom
| Platz | Name                       | Zeit        |
| ----- | -------------------------- | ----------- |
| 01    | Katrin Triendl             | 1:30,41 min |
| 02    | Jelena Lolović (SRB)       | 1:30,83 min |
| 03    | Katarzyna Karasińska (POL) | 1:31,04 min |
| 04    | A. Gąsienica-Daniel (POL)  | 1:31,13 min |
| 05    | Simone Streng              | 1:31,14 min |
| 06    | Andrea Fischbacher         | 1:31,47 min |
| 07    | Daniela Zeiser             | 1:31,54 min |
| 08    | Bernadette Schild          | 1:32,07 min |
| 09    | Michaela Nösig             | 1:32,10 min |
| 10    | Aleksandra Kluś (POL)      | 1:32,50 min |

Datum: 21. März 2007

Ort: Hinterstoder

### Kombination
Die Kombination setzt sich aus den Ergebnissen von Slalom, Riesenslalom und Abfahrt zusammen.
| Platz | Name               | Punkte |
| ----- | ------------------ | ------ |
| 01    | Eva-Maria Brem     | 091,82 |
| 02    | Bernadette Schild  | 103,34 |
| 03    | Verena Höllbacher  | 108,40 |
| 04    | Ramona Siebenhofer | 117,95 |
| 05    | Karin Hackl        | 135,12 |
| 06    | Martina Geisler    | 138,66 |
| 07    | Nicole Galle       | 163,31 |
| 08    | Barbara Prantl     | 185,24 |
| 09    | Michelle Morik     | 185,75 |
| 10    | Karin Nagy         | 185,81 |